# تپه باغ گلین
تپه باغ گلین مربوط به دوران پیش از تاریخ ایران باستان - است و در شهرستان گرگان، بخش مرکزی، روستای باغ گلبن واقع شده و این اثر در تاریخ ۱۰ بهمن ۱۳۸۳ با شمارهٔ ثبت ۱۱۲۷۹ به‌عنوان یکی از آثار ملی ایران به ثبت رسیده است.